# Desfile de mitos y leyendas
El desfile o festival de mitos, danzas y leyendas de Medellín (Colombia) es una celebración tradicional que se realiza cada 7 de diciembre en esta ciudad capital.
En el desfile de mitos y leyendas son clásicos aquellas historias referentes a algunos personajes muy arraigados, en cuya existencia, en realidad, algunos creen: la "Patasola", "la Madremonte", el "Sombrerón", el "Ruanón", el "Cura sin cabeza", "La Dama Verde", la Madre del agua, "La Llorona" y el "Judío Errante". 
La mayoría de estas leyendas se originaron entre la época colonial y finales del siglo XIX.
Esta fiesta se realiza en época de la celebración decembrina, los 7 de diciembre, mediante un recorrido tipo comparsa que se lleva a cabo en las principales calles de la ciudad (Actualmente inicia desde el Teatro Pablo Tobón y Finaliza en uno de los lugares que se encuentran alrededor del Centro Administrativo La Alpujarra).
El desfile se realiza en la noche y es un despliegue de tradición, folclor y creatividad. Muchos pueblos realizan grandes y enormes carrozas que emplean en el desplazamiento por la parte central de Medellín.
En este asisten unas 10 000 personas para ver el desfile que se realiza en el centro de la ciudad de Medellín.

## Participantes
Además de las personas de Medellín, participa gente que viene de otros municipios y subregiones de Antioquia, exhibiendo disfraces que representan todos los mitos que se cuentan en el departamento de Antioquia 
Su participación es guiada y controlada por la alcaldía de Medellín, las comparsas, grupos, etc. son elegidos antes de participar en el desfile, ellos proponen sus trajes, sus danzas y el mito que representarán.